# Rautalampi
Rautalampi es un municipio de Finlandia ubicado en la región de Savonia del Norte.
En 2022, el municipio tenía una población de 2964 habitantes, de los que unos mil quinientos vivían en la capital municipal, Rautalammin kirkonkylä.
Se ubica unos 50 km al suroeste de Kuopio, sobre la carretera 69 que lleva a Hirvaskangas.

## Historia
Se conoce la existencia de la localidad desde 1549, cuando el área pertenecía a la parroquia de Sysmä. El área creció notablemente a mediados del siglo XVI, cuando Gustavo I de Suecia organizó la colonización del área limítrofe entre las provincias de Tavastia y Savonia; aunque el área pertenecía a Tavastia, fue colonizada en aquella época mayoritariamente por savonianos. En 1561 se estableció aquí la sede de una parroquia que cubría el territorio perteneciente a 27 municipios actuales, la mayoría de la actual región de Finlandia Central, con tres subparroquias estructuradas en torno a los lagos Keitele, Konnevesi y Saraavesi.